# Manuel del Cabral
Manuel del Cabral, pseudonimo di Manuel Antonio Cabral Tavárez (Santiago de los Caballeros, 7 marzo 1907 – Santo Domingo, 14 maggio 1999), è stato un poeta, scrittore e diplomatico dominicano.

## Biografia
Figlio di Mario Fermín Cabral y Báez, senatore di primo piano durante l'era di Trujillo, fu ambasciatore negli Stati Uniti d'America, in Perù, in Colombia, in Brasile, in Cile, in Spagna e in Argentina. Negli anni 1950 abbandonò il srevizio diplomatico e richiese asilo politico in Argentina, dove visse per 17 anni. Durante la sua lunga permanenza a Buenos Aires, sposò un'argentina, da cui ebbe quattro figli, fra cui la giornalista e politica Peggy Cabral. Nel 1992 gli fu conferito il Premio Nazionale di Letteratura della Repubblica Dominicana.

## Opera
Cabral è stato uno degli scrittori più celebrati della Repubblica Dominicana e ha goduto di fama internazionale. La sua produzione è spesso considerata come una rappresentazione della poesia afro-antillana o afro-caraibica, nota anche come negrismo o poesía negra in spagnolo, insieme alla produzione del cubano Nicolás Guillén e del portoricano Luis Palés Matos.
Cabral è noto per la sua vasta esplorazione di temi diversi. Le tematiche sempre attuali dell'amore, della morte, temi metafisici e la riflessione sulla guerra trovano spazio nelle sue opere. Inoltre, tematiche sociali e politiche, in particolare quelle che riguardano l'identità antillana e dominicana, nonché lo sfruttamento degli afro-caraibici sono ricorrenti.
Cabral acquisì notorietà conCompadre Mon (1943), spesso considerato il miglior esempio di epica dominicana. Compadre Mon, come Trópico Negro e altre delle sue opere principali ruotano attorno alle tematiche del lavoro e dell'ingiustizia sociale.

## Opere
- Trópico Negro, 1942
- Compadre Mon, Colombia, Espiral, 1943
- Chinchina Busca el Tiempo. Buenos Aires, Perlado,  1945 (Santo Domingo, Ed. de Colores, 1998 ISBN 84-89539-64-2)
- De Este Lado del Mar, Ciudad Trujillo, Impresora Dominicana, 1949
- Antología Tierra (1930–1949), Madrid, Ediciones Cultura Hispánica, 1949
- Carta a Rubén, Madrid, 1950
- Los Huéspedes Secretos, Madrid, 1950 (Santo Domingo, Ed. Corripio, 1988)
- Segunda Antología Tierra (1930–1951), Madrid, Gráficas García, 1951
- 30 Parábolas, Buenos Aires, Lucania, 1956
- Antología Clave (1930–1956), Buenos Aires, Losada, 1957
- 14 Nudos de Amor, Buenos Aires, Losada, 1963
- El Escupido, Buenos Aires,  Quintaria, 1970 (Santo Domingo, Ed. de Colores, 1987)
- El Presidente Negro, Buenos Aires,  Ediciones Carlos Lohlé, 1973 (Santo Domingo, Canahuate, 1990)
- Poemas de Amor y Sexo, Buenos Aires,  Ediciones de la Flor, 1974
- Cuentos, Buenos Aires, Ediciones Orión, 1976
- Antología Tres, Santo Domingo, Editora Universitaria, 1983
- Obra Poética Completa, Santo Domingo, Ed. Alfa & Omega, 1987
- Antología Poética, Buenos Aires,   E. Biblioteca Nacional, 1998. ISBN 987-96390-4-9
- Antología de Cuentos, Buenos Aires,   E. Biblioteca Nacional, 1998. ISBN 987-96390-5-7